# Gli angeli dell'odio
Gli angeli dell'odio è un  film del 1987, diretto da Lee H. Katzin. È una storia di ambientazione fantascientifica post apocalittica.

## Trama
In un futuro dove continui disastri naturali ed artificiali hanno portato ad una povertà generale, l'acqua è diventata l'unica fonte di ricchezza. Tutti si riuniscono in gruppi, quello denominato "angeli caduti", al cui comando c'è Derek (Adam Ant), viene considerato il più pericoloso di essi. Al suo gruppo si opporrà una comunità guidata da Ethan (Bruce Dern) e George (Michael Paré).

## Riconoscimenti
Venne candidato nel 1989 al Young Artist Awards.